# Time Capsule
AirPort Time Capsule (initialement Time Capsule) est un routeur sans fil conçu et commercialisé par Apple, comprenant également un serveur de stockage en réseau (NAS) et une passerelle domestique. Ce produit fait partie de la gamme AirPort d'Apple. L'une des fonctions clés de Time Capsule est la possibilité de faire des sauvegardes automatiques à distance à l’aide du logiciel Time Machine. Mais la sauvegarde peut aussi se faire depuis un autre système d'exploitation tel que Microsoft Windows ou Linux.
Commercialisé en 2008, puis mis à jour plusieurs fois depuis le 21 juin 2011, la Time Capsule se décline en 2 To et 3 To abandonnant ainsi le modèle 1 To. Les prix ont légèrement augmenté au passage de la nouvelle génération.
En 2016, Apple dissout l'équipe de développement de son routeur sans fil,, et en 2018, la firme cesse la commercialisation de la Time Capsule,.

## Description
Time Capsule est un serveur de fichiers miniature accessible par Wi-Fi et Ethernet[réf. nécessaire] ; cette caractéristique permet à des ordinateurs équipés d'un outil de sauvegarde comme Time Machine d'être synchronisés facilement et sans intervention de la part de l'utilisateur tout en lui offrant une mobilité (car non relié systématiquement à un câble USB). Il propose deux types de bandes de fréquences Wi-Fi pour s'adapter le plus possible à l'appareil connecté à lui. Elle peut également être utilisée avec un logiciel synchronisation de fichiers tiers (non Apple).
Elle propose quatre ports Gigabit Ethernet et un port USB. Ce dernier permet de connecter un périphérique qui sera partagé sur le réseau: Il y a ainsi les possibilités d'accès à un éventuel support de stockage supplémentaire, d'impression réseau à distance, avec ou sans fil, lancée depuis un ordinateur du réseau vers une imprimante connectée en USB au Time Capsule...

### Éléments techniques plus détaillés

#### Matériel
Les disques durs utilisés par Apple dans les Time Capsule sont des Hitachi Deskstar, des Samsung HD103SI ou des Seagate Barracuda ES de 500 Go, 1 To et, depuis le 21 juin 2011, de 2 To et 3 To. Certaines Time Capsule sont équipées de Disque Western Digital Caviar Blue ou Green.

#### Logiciel
La capsule est gérée par un serveur de fichier intégré supportant les protocoles AFP et CIFS. En version 7.6.1 de la Time Capsule, le micro-logiciel peut être accédée à distance via un compte iCloud. Il est conçu spécifiquement par Apple dans le respect des normes Posix, incluant la possibilité de s'y connecter en SSH et d'y faire tourner des binaires statiques, mais n'est pas modifiable par l'utilisateur. Il s'agit d'une adaptation sur ARM de NetBSD (4.0 jusqu'à la quatrième génération, 6 à partir de la cinquième).